# Ardeatino

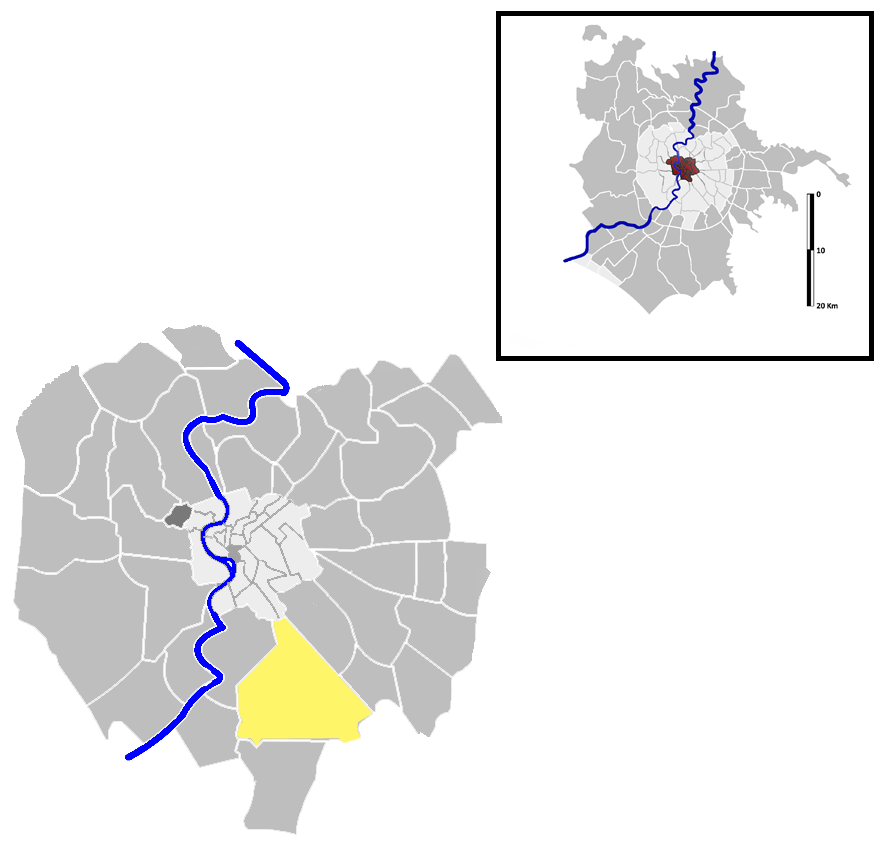
Lage des Quartiere in Rom

Ardeatino ist das zwanzigste Quartiere (Q.XX) im Süden der Stadt Rom. Der Name leitet sich von der Via Ardeatina ab, die durch den Stadtteil verläuft.
Auf einer Fläche von rund 14 km² leben dort ca. 70.000 Menschen.
Hier liegen auch die Ardeatinischen Höhlen, in denen 1944 auf Befehl deutscher Wehrmachtsoffiziere 335 Zivilisten ermordet wurden. Die Höhlen sind heute eine Gedenkstätte.
Bahnhof in der Metropolitana di Roma: Laurentina.

## Besondere Orte
- Via Ardeatina
- San Sebastiano fuori le mura
- Nostra Signora di Lourdes a Tor Marancia
- San Paolo alle Tre Fontane
- Santi Vincenzo e Anastasio alle Tre Fontane
- Santa Maria Scala Coeli